# Tôň
Tôň (em húngaro: Tany) é um município da Eslováquia, situado no distrito de Komárno, na região de Nitra. Tem 9,5 km² de área e sua população em 2018 foi estimada em 738 habitantes.

## Demografia
| Ano:        | 1994 | 2004   | 2014   | 2024   |
| ----------- | ---- | ------ | ------ | ------ |
| Broj ljudi: | 838  | 833    | 790    | 718    |
| Razlika:    |      | -0,59% | -5,16% | -9,11% |

| Ano:               | 2023 | 2024   |
| ------------------ | ---- | ------ |
| Número de pessoas: | 711  | 718    |
| Diferença:         |      | +0,98% |